# Cnaeus Servilius Caepio (Kr. e. 169)
Cnaeus Servilius Caepio (Kr. e. 2. század) ókori római politikus és hadvezér, az előkelő patricius Servilia genshez tartozó tagja volt. A hasonló nevű Cnaeus Servilius Caepio, Kr. e. 203 egyik consulja volt az apja.
Kr. e. 179-ben aedilis curulisként kétszer tartotta meg a római játékokat az első rendezvényen történt csodás események miatt. Kr. e. 174-ben praetorként Hispania Ulterior helytartója lett, majd hazatérése után követségben járt Perszeusz makedón királynál, hogy felbontsa a szövetséget Makedónia és Róma között. A harmadik makedón háborúban nem vett részt: Kr. e. 169-es consuli évében a fővárosban maradt, míg kollégája, Quintus Marcius Philippus Hellaszba ment hadakozni.
Három fia ismert, akik mind elérték a consulságot: a hasonló nevű Cnaeus Kr. e. 141-ben, Quintus Kr. e. 140-ben, a Quintus Fabius Maximus által örökbe fogadott Quintus Fabius Maximus Servilianus pedig Kr. e. 142-ben.